# Janiszki (okręg wileński)
Janiszki (lit. Joniškės) − wieś na Litwie, w gminie rejonowej Soleczniki, 4 km na wschód od Ejszyszek, zamieszkana przez 5 ludzi. Przed II wojną światową w Polsce, w powiecie lidzkim województwa nowogródzkiego.